# Alcmena
Alcmena (in greco antico: Ἀλκμήνη?, Alkmḕnē) è un personaggio della mitologia greca, madre di Ercole e Ificle, il primo generato con Zeus il secondo con Anfitrione.  Figlia di Elettrione e di Anasso (o di Euridice).

## Mitologia
Alcmena rifiutò di sposare Anfitrione fino a quando non avesse vendicato la morte dei suoi fratelli avvenuta per mano dei Tafi: così Anfitrione partì.
Zeus approfittò dell'assenza di Anfitrione futuro marito di Alcmena per presentarsi a lei sotto le spoglie di Anfitrione e insieme con lei trascorse una notte lunga tre giorni dando ad Alcmena i due gemelli Eracle (figlio di Zeus) e Ificle (figlio di Anfitrione).
Tiresia in seguito raccontò il tradimento di Alcmena ad Anfitrione, il quale decise di uccidere la moglie dandole fuoco. Tuttavia l'intervento provvidenziale di Zeus provocò un acquazzone che spense il rogo, e convinse Anfitrione a perdonare Alcmena. Altre versioni però raccontano che al suo ritorno Anfitrione venne sì a conoscenza dell'involontario tradimento di Alcmena con Zeus, ma non si adirò, anzi si ritenne addirittura onorato dal fatto che Zeus avesse scelto la sua sposa per la sua bellezza e la sua fedeltà, anche perché Alcmena non aveva alcuna colpa, essendo stata ingannata dall'astuzia del re degli dei.
Quando la donna morì, Zeus ordinò che venisse sepolta nelle Isole Fortunate.
Secondo Esiodo, Zeus si invaghì di Alcmena non solo per la sua virtù ma anche per la sua fedeltà al marito e per sedurla non ebbe altra scelta che trasformarsi nell'uomo che ella amava, il marito Anfitrione.